# Enicospilus cyclops
Enicospilus cyclops es una especie de insecto perteneciente al orden Hymenoptera, a la familia Ichneumonidae y al género Enicospilus. Al igual que Enicospilus cybele fue descrito por primera vez en 1981 por Ian D. Gauld y Theodore B. Mitchell.